# Himantocladium giulianettii
Himantocladium giulianettii är en bladmossart som beskrevs av Fleischer 1908. Himantocladium giulianettii ingår i släktet Himantocladium och familjen Neckeraceae. Inga underarter finns listade i Catalogue of Life.